# Richard Petty Motorsports
La Richard Petty Motorsports (RPM) è una squadra motoristica statunitense di proprietà del sette volte campione NASCAR Richard Petty, di Douglas G. Bergeron e dell'ente finanziario "Medallion Financial".

## La storia
La squadra venne fondata come Evernham Motorsports nel 2000 e fu rinominata Gillett Evernham Motorsports nel 2007 dopo che George N. Gillett Jr., ex proprietario dei Montreal Canadiens e del Liverpool, acquistò la squadra dal fondatore Ray Evernham. La squadra assunse l'attuale denominazione dopo la fusione con la Petty Enterprises nel 2009.
Nel novembre del 2010 Douglas G. Bergeron, Richard Petty ed un gruppo di investitori tra cui la Medallion Financial firmarono e conclusero le trattative sull'assetto sportivo della Richard Petty Motorsports. Andrew M. Murstein, presidente della Medallion, era alla ricerca di un investimento nel settore dello sport sin dal 2008, quando, insieme a Hank Aaron, membro del consiglio della Medallion, ed altri formò una speciale compagnia allo scopo di acquistare una qualche società sportiva. Petty, Bergeron e la Medallion Financial sono gli attuali proprietari della squadra; Gillett non ha più alcuna partecipazione nell'azienda.

## La gestione sportiva
Il direttivo della RPM è così composto:
- Proprietari: Richard Petty, Andrew Murstein, Doug Bergeron
- Amministratore delegato: Brian Moffitt
- Vicepresidente esecutivo, sales & marketing: Mike Hargrave
- Direzione operazioni: Sammy Johns
- Direttore tecnico: Ing. Eric Warren
- Vice President, Licensing and Merchandising: Jim Hannigan

## Le competizioni

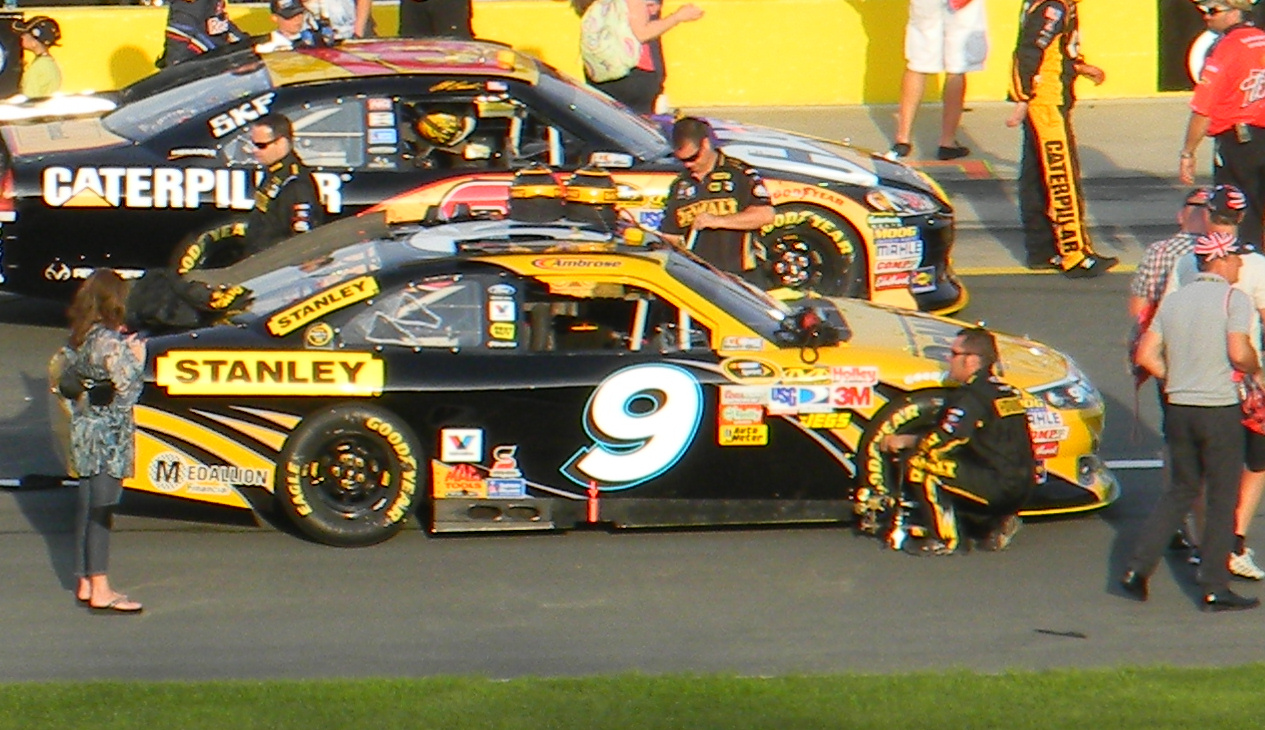
La Ford Fusion di Marcos Ambrose.

Nel 2012 nel campionato NASCAR Sprint Cup Series la scuderia mette in pista la Ford Fusion numero 9 di Marcos Ambrose (sponsorizzata dalla Stanley Black & Decker) e la Ford Fusion numero 43 di Aric Almirola (sponsorizzata dalla Smithfield Foods). In NASCAR NASCAR Xfinity Series, dopo aver partecipato ad una sola gara nel 2011 (con Ambrose vittorioso sulla pista di Montreal), nel 2012 la RPM si presenta intenzionata a prendere parte a tutte le gare del campionato schierando la Ford Mustang numero 43 assegnata al pilota Michael Annett con la sponsorizzazione della Pilot Flying J.

### Risultati in Sprint Cup Series
| Anno                                               | Vettura     | Num.               | Piloti             | Gare | Vittorie | Pos. |
| -------------------------------------------------- | ----------- | ------------------ | ------------------ | ---- | -------- | ---- |
| 2009                                               | Ford Fusion | numero 44          | A. J. Allmendinger | 36   | 0        | 24°  |
| 2009                                               | Ford Fusion | numero 9           | Kasey Kahne        | 36   | 2        | 10°  |
| 2009                                               | Ford Fusion | numero 19          | Elliott Sadler     | 36   | 0        | 26°  |
| 2009                                               | Ford Fusion | numero 43          | Reed Sorenson      | 36   | 0        | 29°  |
| 2010                                               | Ford Fusion | numero 43          | A. J. Allmendinger | 36   | 0        | 19°  |
| 2010                                               | Ford Fusion | #09 numero 9       | Aric Almirola      | 5    | 0        | 48°  |
| 2010                                               | Ford Fusion | numero 9 numero 83 | Kasey Kahne        | 31   | 0        | 23°  |
| 2010                                               | Ford Fusion | numero 98          | Paul Menard        | 36   | 0        | 23°  |
| 2010                                               | Ford Fusion | numero 19          | Elliott Sadler     | 36   | 0        | 27°  |
| 2011                                               | Ford Fusion | numero 43          | A. J. Allmendinger | 36   | 0        | 15°  |
| 2011                                               | Ford Fusion | numero 9           | Marcos Ambrose     | 36   | 1        | 19°  |
| 2012                                               | Ford Fusion | numero 43          | Aric Almirola      | 3    | 0        | 22°  |
| 2012                                               | Ford Fusion | numero 9           | Marcos Ambrose     | 3    | 0        | 19°  |
| Statistiche aggiornate al 17 marzo 2012. Fonte: RR |             |                    |                    |      |          |      |

### Risultati in Nationwide Series
| Anno                                               | Vettura      | Num.      | Piloti         | Gare | Vittorie | Pos. |
| -------------------------------------------------- | ------------ | --------- | -------------- | ---- | -------- | ---- |
| 2011                                               | Ford Mustang | numero 9  | Marcos Ambrose | 1    | 1        | 98°  |
| 2012                                               | Ford Mustang | numero 43 | Michael Annett | 4    | 0        | 8°   |
| Statistiche aggiornate al 18 marzo 2012. Fonte: RR |              |           |                |      |          |      |